# 1998년 아시안 게임 야구

제13회 아시안 게임 야구 경기는 1998년 12월 7일부터 16일까지 태국 방콕에서 열렸으며 대한민국 야구 국가대표팀은 프로 진출이 허용된 뒤 처음으로 아시안게임에서 우승하여 병역특례를 받았다.

## 메달리스트
| 종목 | 금             | 은         | 동                  |
| ---- | -------------- | ---------- | ------------------- |
| 남자 | 대한민국 (KOR) | 일본 (JPN) | 중화 타이베이 (TPE) |

1. ↑  천일평 대기자 (2018년 8월 23일). “[천일평의 야구장 가는 길] '그땐 그들이 있었다'..아시안게임 야구 역대 해결사”. 스타뉴스. 2023년 10월 7일에 확인함.